# Individualreise
Die Individualreise ist im Reiserecht eine Reise, die der Reisende entweder in Selbstorganisation vornimmt, lediglich eine Reiseleistung bei einem Reisevermittler bucht oder die Reise ganz ohne solche Buchungen antritt.
Die Individualreise ist eine Reiseform, bei welcher der Reisende die Selbstorganisation der Reise vorzieht und die Organisation nicht einem Reiseveranstalter in Form der Fremdorganisation überlässt. Er will selbst über Reiseleistungen und deren zeitlichem Einsatz entscheiden und keine fremdorganisierte Pauschalreise durchführen. Reiseleistungen sind gemäß § 651a Abs. 3 BGB die Personenbeförderung (mit Kraftfahrzeug, Eisenbahn, Flugzeug, Schiff), Beherbergung (außer zu Wohnzwecken) sowie andere touristische Leistungen (etwa Ausflüge, Sightseeing). Benutzt der Reisende für seine Reise das eigene Kraftfahrzeug und bucht vor Reiseantritt über ein Reisebüro lediglich ein Hotel, liegt eine Individualreise vor. Das gilt auch, wenn der Reisende keine Reiseleistung bucht, sondern sich erst nach Ankunft am Reiseziel die Unterkunft aussucht.

## Rechtsfragen
Dadurch grenzt sich die Individualreise von der Pauschalreise und der verbundenen Reiseleistung ab. Die verbundene Reiseleistung besteht gemäß § 651w BGB aus mindestens zwei verschiedenen Arten von Reiseleistungen für den Zweck derselben Reise. Das bedeutet, dass hierbei zwar im Reisebüro ein einheitlicher Bezahlvorgang vorliegen kann, die einzelnen Leistungsträger (Fluggesellschaft, Hotel, Mietwagenfirma) jedoch getrennte Rechnungen ausstellen. Dadurch geht der Reisende ein Rechtsverhältnis zu jeden einzelnen Leistungsträger ein. Dies ist bei der Pauschalreise gerade nicht der Fall. Sie ist zwar auch eine Gesamtheit von mindestens zwei verschiedenen Arten von Reiseleistungen für den Zweck derselben Reise (§ 651a Abs. 2 BGB), doch geht der Reisende ein Rechtsverhältnis lediglich zum Reiseveranstalter ein, auch wenn mehrere Leistungsträger wie Fluggesellschaft, Hotel oder Mietwagenunternehmen beteiligt sind. Bei der Individualreise wird auch kein einheitlicher Reisevertrag geschlossen, sondern die vom Leistungsträger abhängigen Vertragstypen (Dienst-, Werk- oder Mietvertrag).
Bei Buchung der Einzelleistungen – auch verschiedener Anbieter – über dasselbe Reisebüro soll nach einer Entscheidung des Europäischen Gerichtshofs (EuGH) unter bestimmten Umständen bereits eine Pauschalreise vorliegen, zu deren Veranstalter das Reisebüro wird. Dies ist dann der Fall, wenn das Reisebüro nicht als Reisevermittler auftritt, sondern die Reiseleistungen im eigenen Namen erbringt – die eigentlichen Leistungserbringer werden dem Kunden dabei nicht genannt.

## Rechtsfolgen
Der Reisende muss die Reiseleistungen terminlich selbst koordinieren. Sein Vertragspartner ist der jeweilige Leistungsträger. Treten Reisemängel auf, so gilt das Gewährleistungsrecht des BGB und nicht das verbraucherfreundlichere Reiserecht. Der Individualreisende besitzt demnach einen Anspruch auf Nacherfüllung (§ 439 BGB), Rücktrittsrecht (§ 440 BGB, § 323 BGB, § 326 Abs. 5 BGB), Minderung (§ 441 BGB), Aufwendungsersatz (§ 284 BGB) oder Schadensersatz (§ 437 BGB). Diese Rechte muss er beim Leistungsträger durchzusetzen versuchen. Sind Leistungsträger und Reisender in unterschiedlichen Staaten ansässig, stellt sich stets die Frage, welche nationale Rechtsordnung anwendbar ist. Sie ist je nach den Umständen des Einzelfalls anhand des Internationalen Privatrechts zu beantworten. Reiseleitungen stehen ihm als Ansprechpartner nicht zur Verfügung. 

## Wirtschaftliche Aspekte
Die Marktanteile der Individualreisen am gesamten deutschen Reisemarkt wiesen seit 2005 eine steigende Tendenz zu Lasten der Pauschalreisen auf. Während im Jahre 2005 die Individualreisen auf einen Marktanteil von 56 % aller Reisen über 5 Tage kamen, lag der Anteil dieses Marktsegments 2015 bereits bei 61 %.
Im Regelfall ist – bei gleichen Reiseleistungen, gleicher Reisedauer und gleichem Reiseziel – die Individualreise preisgünstiger als die Pauschalreise. Der Individualtourist erspart nämlich die Gewinnmarge des Reiseveranstalters und die Avalprovision für den Reisesicherungsschein. Nur im Massentourismus (etwa nach Mallorca) kann dieser Vorteil durch die dem Reiseveranstalter möglichen niedrigeren Hotelpreise (Verhandlungsmacht) überkompensiert werden. Je nach Reiseziel und Reisezeit sind daher Preisvorteile sowohl bei der Individualreise als auch bei der Pauschalreise erzielbar.

## Vor- und Nachteile
Zentraler Vorteil einer Individualreise ist die größere Flexibilität. Der Kunde kann die Reise maßgeschneidert nach seinen Wünschen und Bedürfnissen zusammenstellen, die zu besuchenden Reiseorte selbst auswählen und den Zeitplan selbst bestimmen. Insbesondere erlangt er so auch Zugang zu Orten, die im Rahmen von Pauschalreisen mangels Nachfrage oder wegen schwerer Durchführbarkeit nicht angeboten werden.
Andererseits trägt der Reisende den Organisationsaufwand und die Verantwortung für das Gelingen selbst. Kann er etwa einzelne Leistungen deshalb nicht nutzen, weil andere ausfallen, so muss er sie ggf. trotzdem bezahlen. Auch hat er keinen zentralen Ansprechpartner, sondern muss sich mit einer Vielzahl von Akteuren auseinandersetzen. 